# メディア規制三法
メディア規制三法（メディアきせいさんぽう）は、政府・与党が国会への提出作業を進めていた個人情報保護法（2003年成立）・人権擁護法（廃案、政府・与党は再提出を目指すも2006年2月現在国会未提出）・青少年有害社会環境対策基本法（提出断念）の三法案に対し、法案の一部または全部に言論・表現の自由を制約する恐れがあるという指摘から付けられた総称。1999年から2002年にかけて使用された。
個人情報保護法及び人権擁護法に関しては、主に新聞社・出版社・放送局などのマスメディアや個人ジャーナリストの取材活動を制約する恐れを指摘する意見が多かったが、後者に関しては2005年に政府・与党が再提出の準備を開始した際はメディア規制に関連する条項を凍結し、状況に応じて凍結解除の法案を提出するという手法が検討された経緯もあり「報道の自由」的な観点よりも「言論・表現活動に対する脅威」という観点が強調された反対運動が展開された。
青少年有害社会環境対策基本法に関しては、内閣提出でなく自由民主党所属の参議院議員が中心となって起案した議員立法であったため、前二法に比べるとマスメディアの取り扱いは小さく、個人単位の作家・ジャーナリストや選挙権が発生していない年齢層を含む若年層による反対運動が中心であった。また、民主党では同時期に水島広子衆議院議員（当時）らが事実上の対案である「子ども有害情報からの子どもの保護に関する法律案」を起案している（国会未提出）。
結局、青少年有害社会環境対策基本法案は国民の反対が強く理解を得られないとして自民党は2002年の第154通常国会へ提出を断念。その後、2004年の第159通常国会では青少年有害社会環境対策センターに関する部分などを除去した「青少年健全育成基本法案」が参議院に議員立法で提出されたが、審議に付されないまま廃案となった。
近年では、毎日新聞が2006年1月18日付社説で東京・埼玉連続幼女誘拐殺人事件の被告人宮﨑勤に対する死刑判決が最高裁判所で確定したことに触れ、昨今の児童に対する凶悪犯罪が有害情報の蔓延によって引き起こされていることは明らかであるとして事実上、青少年有害社会環境対策基本法の制定を要求する意見表明を行うなどマスメディア側による「メディア規制三法」と総称しての反対は見られなくなっている。